# Legea Salică

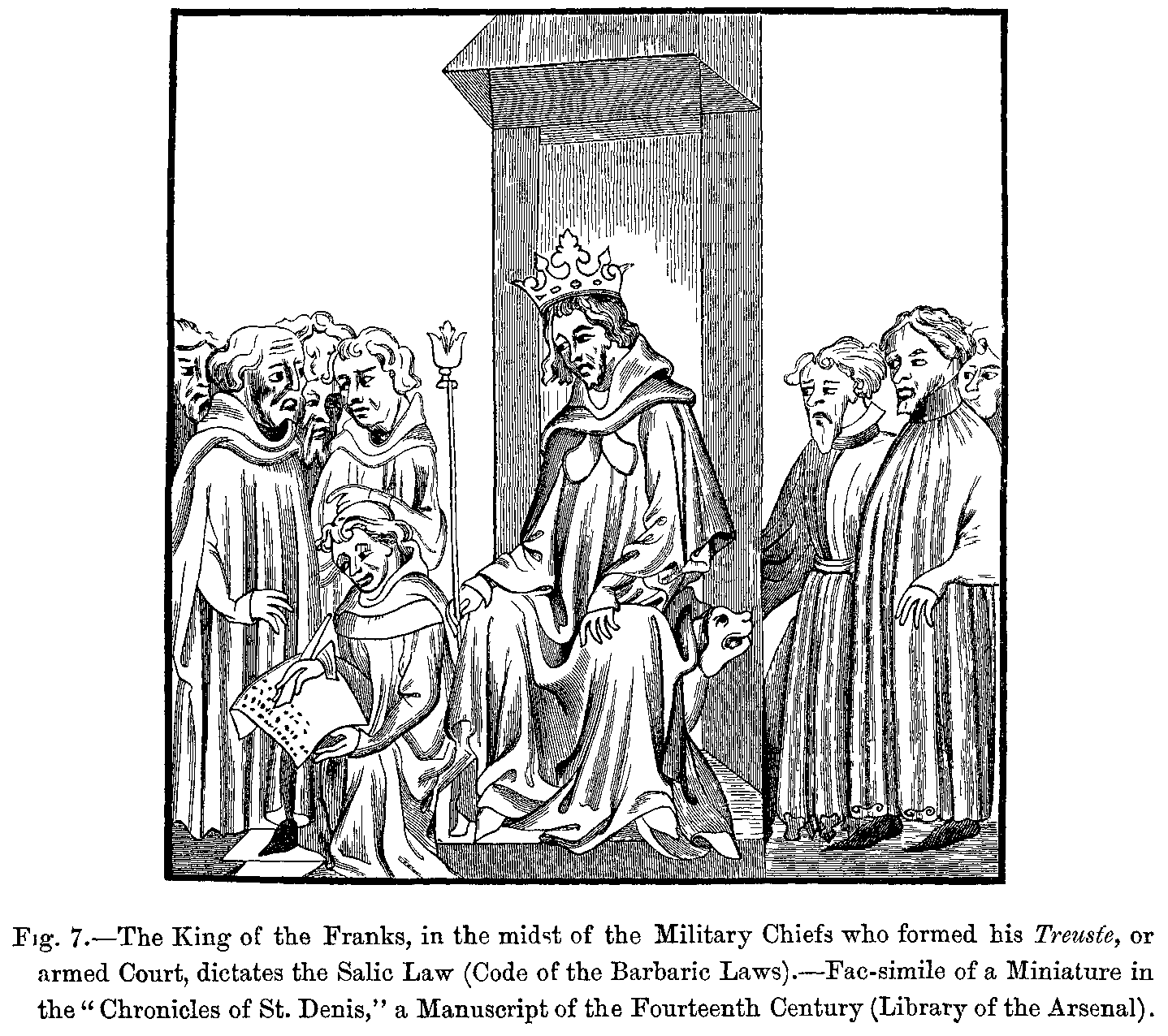
Clovis I, în mijlocul conducătorilor săi militari, dictează Legea Salică (Reproducere după un manuscris din sec. XIV).

Legea Salică (Pactus Legis Salicae) a fost un cod sau o compilație de legi folosite de franci, forma lor oficială fiind stabilită în secolul al VI-lea, sub domnia lui Clovis I.
Printre prevederi se numărau:
- erau stabilite pedepse pentru omor, respectiv amenzi pentru furt și pagube aduse proprietății personale (care includea sclavii), o treime din amenzi era rezervată pentru cheltuielile tribunalului;
- interpretarea legilor era făcută de către un juriu de cetățeni.

Un aspect interesant și cu o mare importanță în istoria Europei este legea moștenirii; legea salică interzicea femeilor să moștenească pământuri și, prin urmare, ascensiunea lor la tron. Datorită acestei legi, s-au declanșat un număr de războaie pentru succesiune, cel mai celebru fiind războiul de 100 de ani și cel mai recent, războaiele carliste din Spania (1833-1876).
În ciuda acestei restricții, Ana de Bretania a devenit ducesă la moartea tatălui ei Francisc al II-lea, duce de Bretania (în 1488) și a domnit până la moarte, în 1514.

## Legea salică în România
În conformitate cu art. 83 din Constituția României din 1866, în lipsă de descendenți în linie bărbătească ai regelui, succesiunea tronului se va cuveni celui mai în vârstă dintre frații săi sau coborâtorilor acestora. Pe această bază, la 18 mai 1881, moștenitor al Coroanei României a devenit principele Ferdinand de Hohenzollern, nepotul Regelui Carol I.